# 比亞努埃瓦 (科爾特斯省)

比亞努埃瓦的旗幟

比亞努埃瓦是洪都拉斯的城市，由科爾特斯省負責管轄，位於該國西北部，始建於1871年8月23日，面積349平方公里，海拔高度103米，主要農產品是甘蔗，2001年人口80,662。